# Step Up 3D
Step Up 3D is een muziek- en dansfilm uit 2010 onder regie van Jon M. Chu. Het is het vervolg op Step Up (2006) en Step Up 2: The Streets (2008). De film gaat over een New Yorkse groep dansers die zich opmaken voor de World Jam, een danscompetitie waarin teams van hiphopdansers de strijd met elkaar aangaan voor de titel en een hoofdprijs van $100.000,-.

## Verhaal
Danser Luke (Rick Malambri) heeft een verlaten warenhuis omgebouwd tot een dansstudio, The House of Pirates. Het bestaat uit wanden vol 'boomboxen' en een hippe dansclub een etage lager. Op de bovenverdieping wonen allerlei dansers die Luke van de straat heeft gehaald. Zij pasten niet in het reguliere danscircuit en vertegenwoordigen elk een eigen stijl. Luke wil hen de kans geven hun muzikale dromen toch waar te maken.
Moose (Adam G. Sevani) komt samen met zijn beste vriendin Camille (Alyson Stoner) aan op de eerste dag van het lesjaar van de New York University. Hij heeft zich voorgenomen het dansen achter zich te laten en zich te concentreren op zijn studie, maar komt op de campus in een dansbattle terecht met de arrogante Kid Darkness (Daniel Campos). Luke redt hem van de politie die hierop afkomt en Moose sluit zich aan bij Lukes danscrew. In de club ontmoet Luke danseres Natalie (Sharni Vinson). Zij vertelt hem dat ze een plek nodig heeft om te slapen. Luke biedt haar die aan en betrekt haar ook bij zijn team.
The Pirates maken zich klaar voor de World Jam. Dit is een competitie waarin de beste crew $100.000,- wint. Luke heeft de huur voor The House of Pirates al enkele maanden niet betaald en moet deze wedstrijd winnen om het huis en de club te behouden. Zijn welvarende voormalige vriend Julien (Joe Slaughter) voert een concurrerende groep genaamd The Samurai aan. Hij wil er daarmee voor zorgen dat Luke de World Jam niet wint en daardoor alles verliest.

## Rolverdeling
| - Rick Malambri - Luke - Adam G. Sevani - Moose - Alyson Stoner - Camille - Sharni Vinson - Natalie - Kendra Andrews - Anala - Stephen Boss - Jason - Martín Lombard - The Santiago Twins - Facundo Lombard - The Santiago Twins - Joe Slaughter - Julien - Daniel 'Cloud' Campos - Kid Darkness - Oren Michaeli - Carlos - Keith Stallworth - Jacob - Aja George - The Ticks | - Straphanio 'Shonnie' Solomon - The Ticks - Terence Dickson - The Ticks - Chadd Smith ... Vladd - Britney 'B' Thomas - B. - Terrance Harrison - Radius - Jonathan 'Legacy' Perez - Legz - Jaime Burgos III - Mohawk - Ivan 'Flipz' Velez - Spinz - Ashlee Nino - Stix - Tamara Levinson - Bend - Ricardo 'Boogie Frantick' Rodriguez Jr. - Wave |

## Achtergrond
- De wereldpremière van Step Up 3D vond plaats in de Pathe Arena Amsterdam. De dag voor het evenement was er een wedstrijd voor het World Championships Streetdance in Engeland. Jon Chu, Rick Malambri, Sharni Vinson en Bobby Boermans kozen samen een danser uit om aan deze competitie deel te nemen.
- Adam G. Sevani (Moose) en Alyson Stoner (Camille) werkten voor deze film samen in een aantal commercials van JC Penney en muziekvideo’s van Missy Elliott
- De mensen die Moose na een uur speeltijd voorstelt als de versterkingen voor The Pirates met wie hij vroeger danste, behoorden ook tot de centrale cast van Step Up 2: The Streets: Jenny Kido (Mari Koda), Cable (Harry Shum jr.), Hair (Christopher Scott), Monster (Luis Rosado), Smiles (LaJon Dantzler), Fly (Janelle Cambridge) en Missy (Danielle Polanco).

## Discografie

### Albums
| Album met eventuele hitnotering(en) in de Nederlandse Album Top 100 | Datum van verschijnen | Datum van binnenkomst | Hoogste positie | Aantal weken | Opmerkingen |
| ------------------------------------------------------------------- | --------------------- | --------------------- | --------------- | ------------ | ----------- |
| Step Up                                                             | 2006                  | 30-09-2006            | 82              | 1            | Soundtrack  |
| Step Up 2 - The streets                                             | 2008                  | 15-03-2008            | 97              | 2            | Soundtrack  |
| Step Up 3D                                                          | 23-07-2010            | 14-08-2010            | 80              | 3            | Soundtrack  |

| Album met hitnotering(en) in de Vlaamse Ultratop 200 albums | Datum van verschijnen | Datum van binnenkomst | Hoogste positie | Aantal weken | Opmerkingen |
| ----------------------------------------------------------- | --------------------- | --------------------- | --------------- | ------------ | ----------- |
| Step Up                                                     | 2006                  | 24-02-2007            | 79              | 5            | Soundtrack  |
| Step Up 2 - The streets                                     | 2008                  | 08-03-2008            | 12              | 28           | Soundtrack  |
| Step Up 3D                                                  | 2010                  | 07-08-2010            | 4               | 21*          | Soundtrack  |